# Gijón

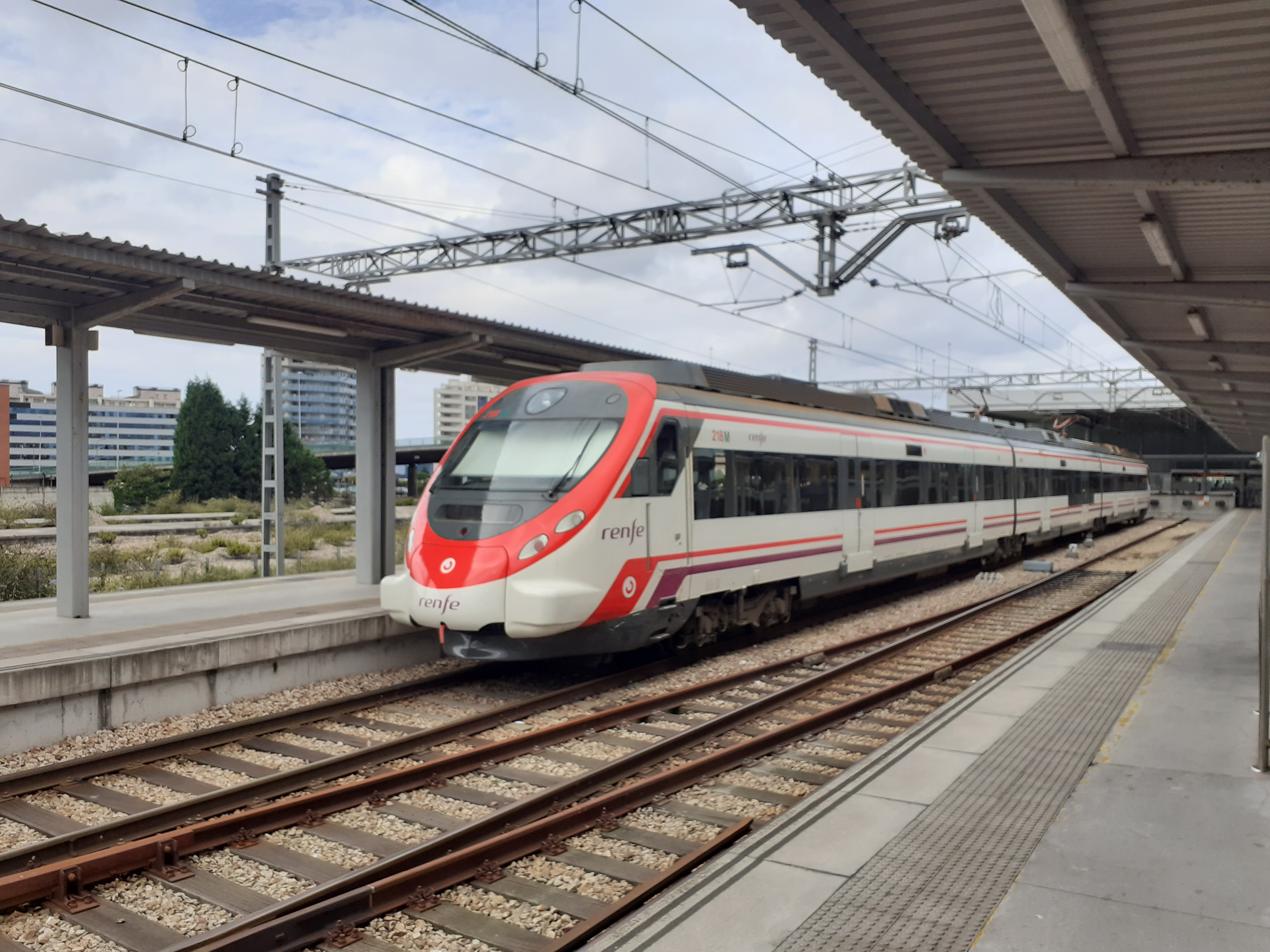
Järnvägsstationen i Gijón.

Gijón (spanskt uttal: [xiˈxon], asturiska: Xixón [ʃiˈʃoŋ]) är en stad och kommun i den autonoma regionen Asturien i nordvästra Spanien. Staden ligger vid Biscayabukten, cirka 25 kilometer nordost om Oviedo. Söder om staden ligger bergskedjan Picos de Europa. Kommunen har 268 561 invånare (2024), på en yta av 183,95 km². Invånarantalet gör Gijón till Asturiens största stad. Staden är en del av ett storstadsområde i Asturien som omfattar 20 kommuner i regionens centrala del, med ett centralt kommunikationsnät med vägar, motorvägar och järnvägar.
Gijón gränsar till kommunerna Carreño och Corvera de Asturias i väster, Llanera i sydväst, Siero i söder och Villaviciosa i öster.
Gijón har tidigare främst varit en industristad, något som har gynnat dess kraftiga utveckling och tillväxt under 1900-talet. En krisande järnindustri och fartygssektor har dock lett till en omvandling av staden till en viktig turistort med universitet och olika servicenäringar.
I tidiga medeltida texter nämns staden som "Gigia". Det var en viktig romersk stad, även om området har varit bebott sedan långt tidigare. Namnet avsåg ursprungligen en liten halvö, nu kallad Cimadevilla, bokstavligen "toppen av byn," mellan två stränder, varav den ena har en fritidsbåtshamn idag. Den kommersiella hamnen El Musel är en av de största i norra Spanien.
Klimatet är fuktigt och milt. Staden har en strandpromenad och flera sandstränder. Staden är liksom resten av Asturien känd för sin cider "sidra". Gijón har högskolor som bland annat utbildar civilingenjörer och högskoleingenjörer. I den gamla delen av Gijón ligger "La Ruta" som är bardistriktet i staden.